# Vespasiano
Vespasiano là một đô thị thuộc bang Minas Gerais, Brasil. Đô thị này có diện tích 70,1 km², dân số năm 2007 là 97436 người, mật độ 1389,8 người/km².